# 광스위치
광스위치(optical switch)는 한 채널에서 다른 채널로 광신호를 선택적으로 전환하는 장치이다. 이러한 전환은 시간적인 전환이거나 공간적 전환일 수 있다. 전자의 경우 광(시간 영역)스위치, 광변조기(optical modulator)라는 이름으로 불리며 후자의 경우 광공간스위치(optical space switch)나 광라우터(optical router)라는 이름으로 호칭된다.

## 용어
이 용어는 여러 부문으로 적용된다. 상업 용어(예: 전기통신 광스위치 시장 규모)의 경우 파이버 간 회선 교환 장비를 의미한다. 이 분류에 속하는 설치된 시스템들 대부분은 실제로 파이버 트랜스폰더 간 전기적 전환을 사용한다. 광빔을 라우팅함으로써 이 기능을 수행하는 시스템들을 광자 스위치라고 하며 이는 빛 자체가 어떻게 전환되는지와는 독립적이다. 전기 부문을 떠나 광스위치는 파이버 간 빛을 실제로 전환하는 장치이며 광자 스위치는 빛을 조종(예: 파장, 강도, 방향 전환)하기 위해 반도체 기반 물질 등 비선형 물질의 특성을 이용하여 이를 수행한다. 그러므로 광스위치 시장의 일부분은 광자 스위치로 구성되어 있다.

## 같이 보기
- 광 통신
- 광자학
- 광전자 공학
- 일렉트로닉스
- 트랜지스터
- 빛
- 광학
- 전자 부품